# Grønlands Landsråd
Grønlands Landsråd var navnet på de øverste politiske organer på Grønland fra 1908 (oprettet ved Lov om Grønlands Styrelse) til 1979, frem til Grønlands Landsting blev etableret som en del af hjemmestyreordningen. Landsrådene begyndte deres virke i 1911.
Syd- og Nordgrønlands Landsråd blev dannet som led i en reform af Grønlands styrelse i 1908. Reformen oprettede samtidig 63 kommuneråd, samtidig med at bl.a. skolevæsenet blev ændret. Landsrådene udgjorde sammen med de to landsfogedembeder den centrale administration i Grønland.
Under Anden Verdenskrig arbejdede og stemte de to landsråd sammen, og på baggrund af erfaringerne herfra blev de i 1951 slået sammen til et fælles Grønlands Landsråd.

## Forløbere for landsrådene
Frem til 1953 var Grønland en dansk koloni, men ændrede med Grundloven af 1953 status til et amt.
Fra 1860 etableredes i alle kolonier langs vestkysten lokale forstanderskaber valgt af fangerne, hvilket gav (vest-)grønlænderne en vis medbestemmelse over deres lokalsamfund. Forstanderskaberne var en slags fattigkasser, der hjalp de fattigste og dem, som var kommet i økonomiske problemer. De havde også en begrænset politimyndighed.

## Grønlands administrative tilknytning
I begyndelsen blev handelen med Grønland, og styrelsen af handelsstederne styret af Rentekammerets Kontor for Islandske, Færøske og Grønlandske Sager, mens det grønlandske kirke- og skolevæsen blev administreret af Det Kongelige Missionskollegium. Missionskollegiet lå under Danske Kancelli.
Fra 1848 til 1908 blev administrationen af Grønland foretaget af Den Kongelige Grønlandske Handel (KGH), der var underlagt Indenrigsministeriet. Selve kirke- og skolevæsenet lå under Kultusministeriet.

## Landsrådenes rolle
I modsætning til forstanderskaberne fik Landsrådene både formel og reel indflydelse på den overordnede udvikling i Grønland, selv om hovedparten af beslutningene fortsat blev taget i København. Landsrådene var primært rådgivende organer for de danske myndigheder. De behandlede enkeltsager, som blev tilsendt dem fra Danmark, men havde også myndighed til at foreslå nye love for den landsdele de repræsenterede.
Reformerne i skolevæsenet betød bl.a. at man indførte en obligatorisk 7-årig grundskole (folkeskolen), selv om dette ikke var gennemførligt i alle bygder, eftersom befolkningen boede for spredt. Der blev mere danskundervisning og lidt flere danske lærere. Landsrådene støttede denne øgning af dansksproget indflydelse, fordi de mente at tosprogethed ville give større jobmuligheder, større muligheder for videreuddannelse, og som en konsekvens af dette højere løn og større politisk indflydelse.
De to landsråd blev i 1951 slået sammen til et under navnet Grønlands Landsråd. Samtidig blev de to landsfogedembeder nedlagt og deres opgaver overført til en landshøvding for hele Grønland, der også blev født formand for landsrådet. Det første møde i det forenede landsråd fandt sted 26. september 1951 i Nuuk under ledelse af den nyudnævnte landshøvding P.H. Lundsteen. 1967–79 var formanden valgt af og blandt Landsrådets egne medlemmer.

## Afskaffelsen af Landsrådet
Da hjemmestyreordningen blev indført i 1979 overtog Grønlands Landsting Landsrådets beføjelser. Samtidig blev titlen landshøvding erstattet af en rigsombudsmand. Torben Hede Pedersen blev den første rigsombudsmand.